# Dynamic Device Mapping

DDM-Logo

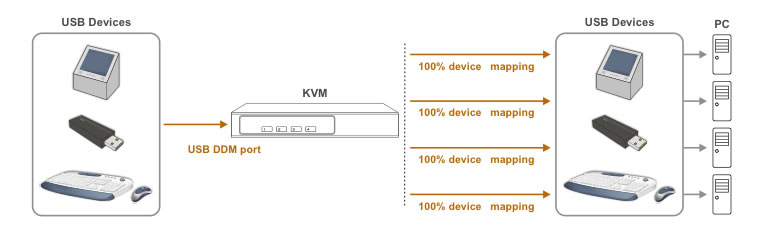
Funktionsweise von Full Device Mapping

Dynamic Device Mapping ist eine Technologie für KVM-Switches mit USB-Anschlüssen, die manchmal als Alternative zur Standard-USB-Tastatur und -Maus-Emulation benutzt wird. 

## Funktion
Mit der DDM-Technik wird die Kommunikation zwischen einem gemeinsam genutzten Peripheriegerät und allen angeschlossenen Systemen zu 100 Prozent über die Zeit sichergestellt, während ein Benutzer zwischen den KVM-Ports wechselt. Dies macht generische Geräteemulation unnötig, da DDM dem Computersystem, während der KVM-Switch zu einem anderen Port wechselt, anzeigt, dass alle verbundenen I/O-Geräte weiter verbunden sind.